# Indotritia aotearoana
Indotritia aotearoana is een mijtensoort uit de familie van de Oribotritiidae. De wetenschappelijke naam van de soort is voor het eerst geldig gepubliceerd in 1966 door Ramsay.